# Станвуд (Мичиген)
Станвуд (енгл. Stanwood) град је у америчкој савезној држави Мичиген.

## Демографија
По попису из 2010. године број становника је 211, што је 7 (3,4%) становника више него 2000. године.
| Група             | 2000.       | 2010.       |
| Белци             | 203 (99,5%) | 195 (92,4%) |
| Афроамериканци    | 0 (0,0%)    | 6 (2,8%)    |
| Азијати           | 0 (0,0%)    | 0 (0,0%)    |
| Хиспаноамериканци | 0 (0,0%)    | 6 (2,8%)    |
| Укупно            | 204         | 211         |